# Спуровые сорта груши
Спуровый сорт (от англ. spur — кольчатка) — сорт груш, чьей отличительной особенностью является плодоношение, расположенное в основном на кольчатках. Характерными особенностями спуровых сортов являются: высокая пробудимость почек, низкая побегообразовательная способность, острые углы отхождения скелетных ветвей. Они образуют большое количество мелких веточек и очень мало длинных ветвей. Данные сорта имеют густое расположение листьев при условии, что размеры кроны деревьев меньше, чем у обычных сортов. Такое строение дерева позволяет способствует его хорошему освещению. Спуровые сорта рано вступают в плодоношение, приносят обильный урожай, плодоносят регулярно. К спуровым сортам груши можно отнести: Меллина, Вильямс Красный, Гранд Чемпион, Доктор Жюль Гюйо, Уиллард.
Спур-груши Меллина, Вильямс Красный, Гранд Чемпион выращивают в Киевской, Полтавской, Донецкой, Харьковской, Днепропетровской, Запорожской, Ростовской, Волгоградской областях, в Краснодарском и Ставропольском краях.

## Спуровые сорта

### Меллина
Меллина был получен в Италии в результате гибридизации Бере Клержо и Вильямс. Дерево имеет негустую, компактную крону, слаборослое. Плоды созревают в первой декаде октября и хранятся до января.
Плоды данного сорта достаточно крупные - 220-230 г., грушевидно-овальные, одномерные, немного бугристые, зеленовато-желтые, а при созревании приобретают бронзово-желтый окрас. Мякоть данного сорта очень сочная, маслянистая, кремовая, сладкая с легкой кислинкой и с приятным ароматом. Зимостойкость и устойчивость к болезням у данного сорта высокая.
Основные достоинства: скороплодность, низкорослость, высокая урожайность и товарность,превосходный вкус плодов. Недостатки: слабая засухоустойчивость.

### Вильямс Красный
Вильямс Красный (Вильямс руж Дельбара, Макс ред Барлетт) был получен в США как спонтанный антоциановый мутант сорта Вильямс. Районирован в Северо-Кавказском регионе. Данный сорт склонен к расхимеризации: на отдельных ветках появляются плоды неокрашенные или полосатые. С таких веток черенки для размножения не заготавливают. Дерево небольшое, слаборослое, по силе уступает Вильямсу. По устойчивости к болезням не уступает Вильямсу. Крона негустая,пирамидальная, более компактная, чем у Вильямса. Цветет в среднепоздние сроки, цветки довольно устойчивы к морозам. Плодоносит на 3-4-летней древесине и многолетних плодушках.
Плоды у данного сорта чуть превышают средний размер, грушевидные, со слегка бугорчатой поверхностью. Кожица довольно тонкая, блестящая, сплошь покрыта темно-бордовым румянцем, а на момент созревания приобретает ярко-красный окрас. Мякоть плода желтовато-белая,нежная, сочная, тающая, кисло-сладкая. Созревают к концу августа. Хранятся плоды 3 месяца в условиях охлажденного плодохранилища.
Достоинства: слаборослость и скороплодность деревьев, высокие товарные и вкусовые качества плодов. Недостатки: Относительно невысокая засухоустойчивость и зимостойкость из-за «рыхлой древесины».

### Гранд Чемпион
Гранд Чемпион (Большой чемпион) был выведен в США и является клоном сорта Горхем. Сорт требователен к почвенно-климатическим условиям. Довольно устойчив к заболеваниям. Склонен к появлению на отдельных ветвях неокрашенных и полосатых плодов (расхимеризация). Обладает ярко выраженными признаками для спуров. Цветет в среднепоздние сроки. Дерево среднерослое. Крона компактная, пирамидальная. Сорт скороплодный. В плодоношение вступает на семенной подвое на 3-4 год. Урожайность высокая. В 9-летнем возрасте деревья могут давать 50-60 кг с 1 дерева.
Плоды прочно удерживаются на дереве. Плоды достаточно крупные (220-250 г), удлиненно грушевидной формы, золотисто-оржавленные. Кожица тонкая, желтая, на солнечной стороне обычно с размытым красновато-оранжевым румянцем. Мякоть сочная, кремовая, нежно-маслянистая, тающая, отличного кисло-сладкого вкуса. Плоды созревают к концу октября. Хранятся до двух месяцев.
Достоинства: слаборослость, высокие вкусовые качества плодов, скороплодность, устойчивость к болезням. Недостатки: склонность к расхимеризации.

### Доктор Жюль Гюйо
Доктор Жюль Гюйо был поучен во Франции, является летним сортом. Дерево слаборослое, морозостойкое. К почвенным условиям требовательное. Крона широкопирамидальная, негустая. Период цветения длительный, цветки довольно устойчивы к холоду. Данный сорт вступает в пору плодоношения очень рано (на 3-4-й год).
Плоды достаточно крупные (185-200 г), одномерные, хорошо держатся на дереве. Кожица тонкая, золотисто-желтая, с мелкими точками ржавого цвета по всему плоду, иногда со слабым розовым румянцем на солнечной стороне. Мякоть желтовато-белая, тающая, нежная, очень сочная, душистая, кисловато-сладкая. Плоды созревают во второй декаде августа.
Достоинства: слаборослое, морозостойкое,высокие товарные и вкусовые качества плодов, высокая и регулярная урожайность, устойчивость к болезням (к парше). Недостатки: Требователен к почвенным условиям.

### Уиллард
Уиллард был выведен в США. Слабого роста дерево имеет широкопирамидальную крону. Является скороплодным.
Плоды появляются на 4-й год после посадки, а на карликовом подвое плоды появляются на 3-й год. У данного сорта достаточно высокая и регулярная урожайность. Вес плодов колеблется от 150-190 г, на карликовых деревьях он может достигать до 250 г. Плоды яйцевидной формы, бронзово-желтого цвета, полностью оржавленные. У плодов этого сорта мякоть белого цвета, очень сочная,сладкая,таящая во рту, имеет мускатный запах. Плоды созревают в конце сентября-начале октября.
К достоинствам сорта следует отнести: сдержанный рост деревьев, высокие вкусовые качества. Недостатком сорта является то,что он обладает слабой зимостойкостью.